# Umělecká cena česko-německého porozumění
Umělecká cena česko-německého porozumění (německy Kunstpreis zur deutsch-tschechischen Verständigung) je dvojí ocenění, udělovaná německým a českým osobnostem, které se obzvláště významně zasadily o vzájemnou česko-německou spolupráci. 
Mezi nositele ceny patří politici, diplomaté, manažeři, zástupci církví, spisovatelé, překladatelé, učitelé a kurátoři. Se získáním ceny není spojen žádný finanční obnos, nýbrž obrazy nebo skulptury, vytvořené německými a českými umělci. Propůjčování cen se koná střídavě v Německu a v Česku. Cena byla vytvořena Nadací Adalberta Stiftera v roce 1994, kdy byla také poprvé udělena. Od roku 2010 je cena udělována třem českým a třem německým institucím. Od roku 2011 jsou vedle hlavní ceny udílena také dvě čestná ocenění. 

## Místa udílení ceny
- 1994 Mnichov
- 1995 Český Krumlov
- 1996 Drážďany
- 1997 Český Krumlov
- 1998 Hamburk
- 2000 Výmar
- 2001 Liberec
- 2002 Berlín
- 2003 České Budějovice
- 2004 Bamberk
- 2005 Pasov. Alternativní udělení Ceny Adalberta Stiftera pro středoevropské spisovatele a překladatele na lodi na Dunaji. Udělení hlavní ceny: Andrzej Stasiuk a Radovan Charvát; nositelé vedlejší ceny: Marica Bodrožić a Leopold Federmair.
- 2006 Teplice
- 2007 Řezno
- 2009 Horní Planá
- 2010 Lipsko
- 2011 Ústí nad Labem
- 2012 Brémy
- 2013 Praha
- 2014 Saská Kamenice

## Němečtí nositelé ceny
- 1994 Ferdinand Seibt, historik, Mnichov.
- 1995 Franz Peter Künzel, překladatel, Puchheim/Mnichov.
- 1996 Richard von Weizsäcker, bývalý spolkový prezident, Berlín.
- 1997 Reinhold Macho, starosta, Furth im Wald.
- 1998 Antje Vollmer, místopředsedkyně německého spolkového sněmu, Bonn.
- 2000 Detlef Wittig, Volkswagen  AG, Wolfsburg.
- 2001 Hans Wurm, ředitel gymnázia, Oberviechtach.
- 2002 Reiner Kunze, spisovatel, Obernzell-Erlau.
- 2003 Angelus Waldstein, Ettal.
- 2004 Hans-Dietrich Genscher, ministr zahraničí, Bonn.
- 2006 Herbert Werner, ředitel německo-českého fondu pro budoucnost, Praha.
- 2007 Klaus Rose, politik, poslanec spolkového sněmu, Vilshofen.
- 2009 Manfred Pranghofer, ředitel muzea, Pasov/Salzweg.
- 2010 Petra Ernstberger, politička, poslankyně spolkového sněmu, Ředvice.
- 2011 Otfried Pustejovsky, historik, Waakirchen. Čestní nositelé ceny: Klaus Fiedler, Pirna.
- 2012 Jürgen Serke, autor populárně naučných knih, Großhansdorf. Čestní nositelé ceny: Helmut Walz, Berlín.
- 2013 Winfried Vahland, Škoda Auto a.s., Mladá Boleslav. Čestní nositelé ceny: Ursula Schulz, Hamburk.
- 2014 Hermann Huber, velvyslanec, Grafing/Mnichov. Čestní nositelé ceny: Dirk du Pin, Reinbek/Hamburk.
- 2015 Hans Dieter Zimmermann, literární historik a vydavatel, Berlín. Čestní nositelé ceny: Horst a Helga Löfflerovi, Stuttgart.
- 2016 Bernd Posselt, politik, předseda Sudetoněmeckého krajanského sdružení, Mnichov. Čestní nositelé ceny: Alice Scholze, Berlín.

## Čeští nositelé ceny
- 1994 Zbyněk Petráček, novinář, Praha.
- 1995 Jan Trefulka, spisovatel, Brno.
- 1996 František Černý, velvyslanec, Berlín.
- 1997 Lída Rakušanová, novinářka, Praha.
- 1998 Jiří Fukač, hudební vědec, Brno.
- 2000 Vratislav Kulhánek, Škoda Auto a.s., Mladá Boleslav.
- 2001 Jana Hrbotická, ředitelka gymnázia, Plzeň.
- 2002 Ludvík Kundera, spisovatel, Kunštát.
- 2003 František Radkovský, Plzeň.
- 2004 Jiří Dienstbier starší, ministr zahraničí, Praha.
- 2006 Tomáš Kafka, ředitel německo-českého fondu pro budoucnost, Praha.
- 2007 Václav Maidl, knihovník, Praha.
- 2009 Ivan Slavík, zástupce ředitele muzea, Český Krumlov.
- 2010 Petr Pithart, právník, někdejší předseda senátu českého parlamentu, Praha.
- 2011 Marek Nekula, literární vědec, Řezno. Čestní nositelé ceny: Lenka Holíková, Řehlovice.
- 2012 Petr Brod, publicista, Praha. Čestní nositelé ceny: Hana Adam, Berlín
- 2013 Rudolf Jindrák, velvyslanec, Berlín. Čestní nositelé ceny: dr. Václav Petrbok, Praha.
- 2014 Pavel Kohout, spisovatel, Praha. Čestní nositelé ceny: Jitka Ludvová, Praha.
- 2015 Alena Bláhová, překladatelka, Praha. Čestní nositelé ceny: Irena Nováková, Praha.
- 2016 Daniel Herman, politik, Praha. Čestní nositelé ceny: Radek Fridrich, Děčín.

## Němečtí tvůrci cen
- 1994 Otto Herbert Hajek, Stuttgart.
- 1995 Ernst Krebs, Mnichov.
- 1996 Stefan Hanke, Řezno.
- 1997 Winfried Tonner, Řezno.
- 1998 Hansjürgen Gartner, Augsburg.
- 2000 Helmut Hellmessen, Maintal.
- 2001 G. Jo. Hruschka, Zwiesel.
- 2002 Frank Siewert, Berlín.
- 2003 Leopold Hafner, Aicha v. d. Wald.
- 2004 Bernd Wagenhäuser, Bamberk.
- 2006 Atelier Otto Herbert Hajek, Stuttgart.
- 2007 Rupert D. Preißl, Řezno.
- 2009 Rudolf Klaffenböck, Pasov.
- 2010 Katharina Dietlinger, Oberviechtach.
- 2011 Petra Flath, Mnichov.
- 2012 Rosa Jaisli, Brémy.
- 2013 Christian Thanhäuser, Ottensheim (Rakousko).
- 2014 Michael Morgner, Saská Kamenice.

## Čeští tvůrci cen
- 1994 Aleš Veselý, Praha.
- 1995 Věra Krumphanzlová, Praha.
- 1996 Jindřich Štreit, Praha.
- 1997 Viktorie Chaloupková, Praha.
- 1998 Rudolf Mareš, Praha.
- 2000 Karel Oberthor (SČUG, Hollar), Praha.
- 2001 Jan Fišar, Nový Bor.
- 2002 Petr Císařovský, Praha.
- 2003 Jiří Sozanský, Praha.
- 2004 Jiří Jirásek, Praha.
- 2006 Karel Beneš, Praha.
- 2007 Rut Kohn, Triftern.
- 2009 Stěpan Hon, Praha.
- 2010 Pavel Brázda, Praha.
- 2011 Jan Jindra, Praha.
- 2012 Pavel Piekar, Praha.
- 2013 Alena Laufrová, Praha.
- 2014 Eva Hašková, Všenory.

## Instituce
- Nadace Adalberta Stiftera, Mnichov,
- Nadace Brücke/Most, Drážďany,
- Collegium Bohemicum, Ústí nad Labem,
- Mezinárodní umělecký spolek pro arte vivendi, Berlín,
- Pražský literární dům (Prager Literaturhaus deutschsprachiger Autoren), Praha,
- Unie pro dobré sousedství německy a česky hovořících zemí / Union für gute Nachbarschaft deutsch- und tschechischsprachiger Länder, Praha,